# Paphiopedilum aranianum
Paphiopedilum aranianum är en orkidéart som beskrevs av Petchl. Paphiopedilum aranianum ingår i släktet Paphiopedilum och familjen orkidéer. Inga underarter finns listade i Catalogue of Life.